# XDA Developers
XDA Developers (někdy jen XDA) je aktivní vývojářská komunita zaměřená především na mobilní operační systémy. Hlavní zájem má komunita o Android, ale věnuje se i Sailfish OS, WebOS, Windows Phone, Firefox OS nebo Ubuntu Touch a dalším. Hlavním účelem komunity je diskuse a řešení problémů v této oblasti a vývoj vylepšení. Stránky XDA obsahují poměrně bohatou škálu informací z uvedených témat.